# Остринська Лідія Анатоліївна
Лі́дія Анато́ліївна Остри́нська (14 березня 1967, м. Львів, Українська РСР, СРСР — 12 серпня 2023, м. Львів, Україна) — українська театральна акторка, актриса Національного академічного українського драматичного театру імені Марії Заньковецької (м. Львів), народна артистка України (2019).

## Життєпис
Народилася 14 березня 1967 року у Львові. Навчалась у Львівському ліцеї № 46 та в Київському державному інституті театрального мистецтва ім. Івана Карпенка-Карого (курс Михайла Резніковича, Володимира Лизогуба).
Працювала в Національному академічному українському драматичному театрі імені Марії Заньковецької (м. Львів).
Брала активну участь у громадському житті, зокрема, в проєкті «Відчинилося життя» (турбота про людей з вадами зору).
Померла 12 серпня 2023 року у віці 56 років у Львові.

## Ролі в театрі
- «Останній гречкосій» Ореста Огородника — Наталя
- «Бояриня» Лесі Українки — Мати Степанова
- «Він прийшов» Джона Бойнтона Прістлі — Сабіл Берлінг
- «Гамлет у гострому соусі» Альдо Ніколаї — Королева
- «Неаполь-місто попелюшок» Надії Ковалик — Галя
- «Ісус, син Бога живого» Василя Босовича — Блудниця
- «Криза» Ореста Огородника — Надія
- «Невольник» Тараса Шевченка — Жінки-селянки
- «Троє товаришів» Еріх Марія Ремарка — Ельга Гутман
- «Пропала грамота» Миколи Гоголя — Цариця
- «Мина Мазайло» Миколи Куліша — Лина
- «Назар Стодоля» Тараса Шевченка — Катерина Мотовилиха, господиня на вечорницях
- «Історія коня» Льва Толстого — В'язопуріха
- «Тільки у Львові — Бум, Пім, Пім» Вадима Сікорського — Господиня
- «Диво-квітка» Наталії Боймук — Гарганелла
- «Циліндр» Едуардо Де Філіппо — Беттіна
- «Симфонія сльози» Юрія Косача — Бортнянська
- «Безодня» Ореста Огородника — Марія
- «Жіночий дім (Ціна любові)» Зоф'ї Налковської — Марія Ланова
- «Украдене щастя» Івана Франка — Настя, його жінка
- «Сватання на Гончарівці» Григорія Квітки-Основ'яненка — Одарка
- «Марія Заньковецька» Івана Рябокляча — Марія Василівна
- «Соло для мідних труб» Ореста Огородника — Марія, дружина
- «Ой, не ходи Грицю» М. Старицького — Галина
- «Безталанна» Івана Карпенко-Карого — Параска
- «Гайдамаки» Тараса Шевченка — думи поета
- «В сім'ї вольні, новій» Тараса Шевченка — Ворона
- «Діти Арбату» Анатолія Наумовича Рибакова — Ніна
- «Федра» Жана Ануя — Арісія
- «Богдан Хмельницький» О. Корнійчука — Соломія
- «Спокуса Хоми Брута» Валерії Врублевської — Катерина
- «Маруся Чурай» Ліни Костенко — Галя
- «Дами і гусари» Александера Фредро — Юзя
- «Штани» Ференца Дунаї — мачуха
- «Ой радуйся, земле» — полька
- «Народний Малахій» М. Куліша — Віруня
- «Чорна Пантера і Білий Медвідь» В. Винниченка — Сафо
- «Павло Полуботок» К. Буревія — Олена
- «Орфеєве чудо» Лесі Українки — Леся
- «Кармен» П. Меріме — Мікоела
- «Макбет» В. Шекспіра — леді Макбет
- «Батурин» Б. Лепкого — Мотря
- «Коза Дереза» М. Лисенка — Коза
- «Василь Свистун» В. Герасимчука — Русалка
- «По щучому велінню» — Галька
- «Ромео і Джульєтта» В. Шекспіра — гостя
- «Рисове зерно» Альдо Ніколаї — Моттея
- «Шаріка» Я. Барнича — Ляля
- «Ніч на полонині» О. Олеся — Мавка
- «Селемські відьми» А. Міллера — місіс Енн Патнем
- «Ідіот» Ф. Достоєвського — Настасія Пилипівна
- «Моя професія — синьойор з вищого світу» Джуліо Скарніччі і Ренцо Тарабузі — Валерія
- «Хочу зніматись в кіно» Ніла Саймона — Стефі
- «Доки сонце зійде, роса очі виїсть» М. Кропивницького — Текля
- «Політ над гніздом зозулі» Кена Кізі, Дейла Вассермана — Кенді
- «Вісім люблячих жінок» Робера Тома — Огюстена
- «Професіонал» Душана Ковачевича — Марта
- «Благочестива Марта» Тірсо де Моліна — Інеса
- «Кайдашева сім'я» Івана Нечуя-Левицького — Мотря
- «Любий друг» Гі де Мопассана — Мадлен
- «Шевченкіана» — художнє читання, спів
- «Запрошення в замок» Жана Ануя — леді Доротея Індія
- «Хитра вдовичка» Карло Ґольдоні — Маріонетта
- «Новорічний концерт» — колядниця
- «Хелемські мудреці» Мойше Гершензона — Сура
- «Дім Бернарди Альби» Ф. Г. Лорки — Ангустіас
- «Сава Чалий» Івана Карпенко-Карого — друга жінка
- «Замшевий піджак» Станіслава Стратієва — селянка
- «Кафедра» Валерії Врублевської — Панченко
- «Комедіанти» Аурела Баранґи — мадам Боянджіу
- «Три ідеальні подружжя» Алехандро Касони — Леопольдіна

## Ролі в кіно
- 2018 — «Король Данило», Стеха
- 2016 — «Неаполь — місто попелюшок»[4], Галя
- 2004 — «Секонд-хенд» режисера Я. Лупія (Одеська кіностудія), дружина Булата
- 1990—1996 — «Час збирати каміння» режисера В. Андрощука (Укртелефільм), Аничка

## Визнання
- 2005 — Премія ім. Віри Левицької (Національна спілка театральних діячів України)[5]
- 2007 — заслужена артистка України[6]
- 2019 — народна артистка України[1]